# Amelia Bullmore
Amelia Bullmore, född 31 januari 1964 i Nottinghamshire i England, är en brittisk skådespelare. Hon gifte sig på 1990-talet med skådespelaren Paul Higgins.

## Filmografi (urval)

### Acting credits
- Coronation Street - Steph Barnes (1990–1995)
- Mrs. Dalloway[3]
- Big Train (1998)
- Tilly Trotter (1998) – Eilene Sopwith
- Jam (2000)
- I'm Alan Partridge (2002)
- Den tredje makten (2003) – Helen Prenger
- Suburban Shootout (2006/2007)
- Ashes to Ashes (2008)
- Kommissarie Lewis 'Wild Justice' (2008) – Caroline Hope
- Agatha Christie's Poirot, Hallowe'en Party (2010) – Judith Butler
- Scott & Bailey (2011-2014) – DCI Gill Murray
- Twenty Twelve (2011/2012) – Kay Hope, Head of Sustainability
- Sherlock (2012) – Dr Stapleton i Baskervilles hund
- It's Kevin (2013)
- What We Did on Our Holiday (2014)
- 2024 – Ember Manning: Fallet vid bryggan (TV-serie)